# Человек-паук (фильм, 2002)
«Челове́к-пау́к» (англ. Spider-Man) — американский супергеройский фильм 2002 года режиссёра Сэма Рэйми, снятый по сценарию Дэвида Кеппа и основанный на комиксах издательства Marvel Comics об одноимённом супергерое. Является первым фильмом трилогии «Человек-паук», в котором раскрывается история происхождения Человека-паука и освещаются первые дни его супергеройской деятельности: после укуса генетически модифицированного паука одинокий вундеркинд Питер Паркер приобретает сверхчеловеческие способности, становится супергероем и вступает в конфронтацию с преступниками Нью-Йорка, одним из которых является суперзлодей Зелёный гоблин. Главные роли исполнили: Тоби Магуайр, Уиллем Дефо, Кирстен Данст, Джеймс Франко, Клифф Робертсон и Розмари Харрис.
Разработка художественного фильма о Человеке-пауке началась в 1980-х годах. В разное время режиссёрское кресло занимали Тоуб Хупер, Джеймс Кэмерон и Джозеф Зито. Картина попала в производственный ад из-за проблем с финансированием и кинолицензией. После того, как разработка фильма была заморожена почти на 25 лет, Columbia Pictures приобрела лицензию на международную дистрибуцию в 1999 году, выкупив права на экранизацию у Metro-Goldwyn-Mayer, вместе со всеми предыдущими сценариями, написанными представителями Cannon Films, Carolco Pictures и New Cannon. Взяв за основу несколько элементов из приобретённых наработок (различные элементы сюжета Кэмерона, Теда Ньюса, Джона Бранкато, Барни Коэна и Джозефа Голдмана), руководство Sony наняло Дэвида Кеппа для написания итогового варианта сценария. На пост режиссёра претендовали: Роланд Эммерих, Энг Ли, Крис Коламбус, Барри Зонненфельд, Тим Бёртон, Майкл Бэй, Ян де Бонт, М. Найт Шьямалан, Тони Скотт и Дэвид Финчер, однако студией был выбран Сэм Рэйми, который был нанят в 2000 году. Сценарий Кеппа был переписан Скоттом Розенбергом на стадии препродакшена и доработан Элвином Сарджентом во время производства. Съёмки фильма проходили в Лос-Анджелесе и Нью-Йорке с января по июнь 2001 года. Sony Pictures Imageworks отвечала за создание визуальных эффектов.
Мировая премьера «Человека-паука» состоялась 29 апреля 2002 года в театре «Regency Village Theatre», в то время как широкий прокат в Соединённых Штатах начался 3 мая 2002 года. Критики и зрители высоко оценили режиссуру Рэйми, актёрскую игру Магуайра и Дефо, визуальные эффекты, боевые сцены и музыку композитора Дэнни Эльфмана. «Человек-паук» стал первым фильмом, который преодолел отметку в $ 100 млн за первую неделю проката и имел наибольшие сборы за дебютные выходные, из-за чего был признан самым успешным фильмом по комиксам своего времени. Собрав в общей сложности $ 825 млн по всему миру, он занял 3-е место среди самых кассовых фильмов 2002 года, стал самым кассовым супергеройским фильмом и расположился на 7-й позиции в списке самых кассовых фильмов в истории в год своего выхода. После успеха фильма последовало два продолжения — «Человек-паук 2» и «Человек-паук 3: Враг в отражении». В 2021 году Магуайр и Дефо вновь сыграли своих персонажей в кроссовере медиафраншизы «Кинематографическая вселенная Marvel» (КВМ) «Человек-паук: Нет пути домой», который связал трилогию Рэйми с КВМ при помощи концепции Мультивселенной.

## Сюжет
Старшеклассник Питер Паркер и его одноклассники отправляются на учебную экскурсию в генетическую лабораторию Колумбийского университета; среди одноклассников Паркера на экскурсии присутствуют его лучший друг Гарри Озборн и возлюбленная Мэри Джейн Уотсон, к которой молодой человек испытывает безответные чувства. Его кусает генетически модифицированный паук, и Питер возвращается домой, где ему становится хуже. Тем временем отец Гарри Норман Озборн — учёный, основатель и один из руководителей научно-исследовательской организации «Oscorp» — пытается заключить важный государственный контракт. Из-за сжатых сроков исполнения контракта он ставит на себе научный эксперимент с использованием химического газового вещества, которое усиливает физические возможности его организма, однако сам Норман впадает в безумие и убивает своего ассистента.
На следующий день Питер обнаруживает, что его зрение улучшилось, а сам он приобрёл паучьи способности: возможность стрелять органической паутиной из запястий, отточенные рефлексы, сверхчеловеческую скорость и силу, а также так называемое «паучье чутьё». Проигнорировав наставления своего дяди Бена о том, что «с большой силой приходит большая ответственность», Питер решает купить автомобиль, чтобы произвести впечатление на Мэри Джейн. Он принимает участие в подпольных боях без правил ради денежного приза и выигрывает свой первый матч, однако промоутер отдаёт ему лишь малую часть оговорённой суммы. В этот же день преступник грабит офис промоутера и Питер намеренно не останавливает его, чтобы отомстить обидчику. Через несколько минут он обнаруживает, что некто застрелил Бена и угнал его машину. Питер настигает угонщика, которым оказывается ранее не задержанный им грабитель. Угонщик пытается скрыться, однако из-за собственной неосторожности выпадает из окна и погибает. Между тем, сошедший с ума Норман саботирует презентацию конкурента «Oscorp» «Quest Aerospace» и убивает её участников.
Окончив школу, Питер принимает решение использовать свои новообретённые способности для борьбы с преступностью: он надевает костюм из спандекса и создаёт альтер эго супергероя Человека-паука. Главный редактор газеты Daily Bugle Джей Джона Джеймсон нанимает Питера в качестве внештатного фотографа, так как лишь ему удаётся делать качественные фотографии Человека-паука. Узнав, что совет директоров «Oscorp» планирует отстранить его от руководства компанией, чтобы впоследствии продать её «Quest Aerospace», страдающий после эксперимента от диссоциативного расстройства идентичности Норман убивает своих коллег. Джеймсон нарекает таинственного убийцу «Зелёным гоблином». После нападения на офис Daily Bugle Гоблин предлагает Человеку-пауку объединиться. Некоторое время спустя он поджигает один из жилых домов, чтобы выманить супергероя и выслушать его ответ. Человек-паук отказывается, что выливается в новое сражение с суперзлодеем, где Паркер получает ранение. В День благодарения тётя Питера Мэй приглашает Мэри Джейн, Гарри и Нормана на праздничный ужин. Во время ужина Норман раскрывает тайну личности Питера, заметив рану на его руке. Придя к выводу, что единственный способ победить Питера — напасть на дорогих ему людей, независимая личность Гоблина побуждает Нормана совершить покушение на Мэй, в результате чего тётя попадает в больницу. Состоящий в отношениях с Мэри Джейн Гарри обнаруживает, что та испытывает чувства к его лучшему другу. Опустошённый Гарри рассказывает об этом отцу, неосознанно раскрывая самую большую слабость Паркера.
Гоблин берёт в заложники Мэри Джейн и полный детей вагон фуникулёра на острове Рузвельта, неподалёку от моста Куинсборо. Он ставит Питера перед выбором, одновременно сбросив Мэри Джейн и вагон. Питеру удаётся спасти всех заложников, однако Гоблин переносит его в заброшенное здание и жестоко избивает. Когда Гоблин заявляет о своём намерении убить Мэри Джейн, Питер приходит в ярость и находит в себе силы одержать верх. Норман раскрывает Питеру свою тайну личности и извиняется за преступления Гоблина, в то же время скрытно активируя свой глайдер за спиной Паркера. Благодаря своему «паучьему чутью» Питер уклоняется от атаки, и глайдер пронзает Озборна насквозь. Перед смертью Норман умоляет Питера не рассказывать Гарри о том, кем был его отец. Питер приносит тело Нормана обратно в поместье Озборнов, где его замечает Гарри. Тот делает вывод, что Человек-паук убил его отца и наставляет на него пистолет, однако супергерой успевает скрыться. На похоронах Нормана Гарри клянётся отомстить Человеку-пауку, обвиняя его в смерти Нормана, а Мэри Джейн признаётся Питеру в любви. Понимая, что близким Человека-паука всегда будет угрожать опасность, Питер отвергает Эм-Джей и предлагает ей остаться друзьями. Уходя с кладбища, Паркер вспоминает наставления Бена и решает остаться супергероем.

## В ролях
«Я чувствовал себя изгоем. Мне казалось, что со мной что-то случилось, и я начал наблюдать за людьми и размышлять о том, что ими движет, задаваясь вопросом, могу ли я доверять им или нет. Я посещал многие школы вдоль побережья Калифорнии, завёл несколько друзей и жил с дядями, тётями, бабушками и дедушками, в то время как мои родители пытались свести концы с концами. Это было непросто. У нас не было денег».
- Тоби Магуайр — Питер Паркер / Человек-паук:
Одарённый ученик старшей школы, который приобретает сверхчеловеческие способности после укуса генетически модифицированного паука. После потери близкого человека он решает использовать свои новообретённые силы для борьбы с преступностью и несправедливостью под маской супергероя Человека-паука[8].
- Уиллем Дефо — Норман Озборн / Зелёный гоблин:
Отец Гарри, учёный и генеральный директор «Oscorp», который становится суперзлодеем по прозвищу Зелёный гоблин[9].
- Кирстен Данст — Мэри Джейн «Эм-Джей» Уотсон:
Возлюбленная Питера, которая состоит в отношениях с Гарри[10].
- Джеймс Франко — Гарольд «Гарри» Озборн:
Лучший друг Питера, парень Мэри Джейн и сын Нормана[11].
- Клифф Робертсон — Бенджамин «Бен» Паркер:
Муж Мэй Паркер и дядя Питера, которого убивает угонщик. Незадолго до смерти Бен даёт последнее наставление племяннику: «с большой силой приходит большая ответственность», которое становится его жизненным кредо[12].
- Розмари Харрис — Мэй Паркер:
Жена Бена Паркера и тётя Питера[13].

Джей Кей Симмонс исполнил роль Джей Джоны Джеймсона — главного редактора газеты Daily Bugle со скверным характером, который считает Человека-паука преступником. Рон Перкинс сыграл ведущего учёного «Oscorp» доктора Менделя Штромма, а Джерри Бекер и Джек Беттс появились в фильме в качестве членов совета директоров компании — Максимилиана Фаргаса и Генри Балкана. Стэнли Андерсон перевоплотился в генерала армии США Слокама, а Джим Уорд — в куратора проекта «Quest Aerospace». Джон Пэкстон сыграл Бернарда, дворецкого семьи Озборнов. Джо Манганьелло исполнил роль школьного хулигана Флэша Томпсона, Джейсон Пэджетт — приятеля Флэша, а Салли Ливингстон — Лиз Аллан. Билл Нанн, Тед Рэйми и Элизабет Бэнкс изобразили на экране сотрудников Daily Bugle: редактора Джозефа «Робби» Робертсона, помощника Джеймсона Теда Хоффмана и секретаршу Бетти Брант. Майкл Пападжон сыграл угонщика автомобиля, убившего Бена Паркера. Давний коллега режиссёра Брюс Кэмпбелл появился в фильме в роли ведущего подпольных боёв. Сам Сэм Рэйми мелькнул в фильме за кадром, бросив в Питера Паркера попкорн, когда юноша вышел на арену, чтобы сразиться с Молотом Магро, роль которого исполнил профессиональный рестлер Рэнди Сэвидж, в то время как другой рестлер Скотт Л. Шварц воплотил на экране травмированного борца Джека Мёрдока. Соавтор Человека-паука Стэн Ли появился в фильме в эпизодической роли человека, спасшего молодую девушку от падающих обломков во время сражения Человека-паука и Зелёного гоблина на Таймс-сквер; изначально Рэйми был против этого камео.
Октавия Спенсер сыграла регистраторшу на подпольных боях без правил; изначально Рэйми предлагал роль стендап-комедиантке Тиге Нотаро, однако Спенсер показалась режиссёру более убедительной на прослушивании. Певица в жанре R&B Мэйси Грей выступила на Таймс-сквер в роли самой себя. Люси Лоулесс исполнила эпизодическую роль девушки-панка с репликой: «Парень с восемью руками… звучит горячо»; она согласилась принять участие в фильме по просьбе своего мужа Роба Таперта, который вместе с Рэйми продюсировал телесериал «Зена — королева воинов». Джонни Три Нгуен был одним из каскадёров проекта. Кикбоксер Бенни «Реактивный» Уркидес сыграл одного из напавших на Мэри Джейн хулиганов. Комик Джим Нортон появился в фильме в качестве водителя грузовика, который неблагоприятно высказался о Человеке-пауке. Р. К. Эвербек должен был сыграть Эдди Брока, однако сцена с его участием была вырезана из сценария; Брок, в конечном итоге, появился в фильме «Человек-паук 3: Враг в отражении» в исполнении Тофера Грейса. Сара Рамирес сыграла офицера полиции, появившегося на месте убийства дяди Бена, К. К. Доддс — Симкинса, Скотт Шпигель — морского офицера, а Ларри Джошуа — промоутера, обманувшего Питера с выигрышем.

## Производство

### Разработка
В начале 1980-х годов представители Marvel Comics провели переговоры с различными кинопродюсерами на предмет постановки фильма о Человеке-пауке — самом популярном персонаже издательства. Продюсер Роджер Корман был первым среди держателей опциона на права, которые позволяли снимать фильмы про супергероя, и начал производство картины под брендом Orion Pictures. Соавтор Человека-паука Стэн Ли получил приглашение написать сценарий к проекту, в котором должны были освещаться проблемы Холодной войны, а Доктор Осьминог являлся главным злодеем. Производство фильма не состоялось, так как Корман и Ли не смогли договориться о размере бюджета. Впоследствии Менахем Голан и Йорам Глобус из The Cannon Group приобрели права на производство фильма за $ 225 000. Продюсеры ничего не знали о персонаже и его предыстории и ошибочно считали его оборотнем. Создатель телесериала «За гранью возможного» Лесли Стивенс был нанят для написания сценария, согласно которому фотограф Питер Паркер был подопытным в эксперименте безумного учёного, превратившего молодого человека в человекоподобного тарантула. Срежиссировать картину должен был Тоуб Хупер, который ранее снимал для Cannon фильмы «Техасская резня бензопилой 2» (1986) и «Пришельцы с Марса» (1986). Стэну Ли не понравилось видение продюсеров студии и он потребовал переработать сценарий, приблизив его к исходному материалу.
К 1985 году Тед Ньюс и Джон Бранкато подготовили новую версию сценария: в ней Питер Паркер получил паучьи способности в результате циклотронного эксперимента. Доктор Осьминог, первоначально являющийся наставником Паркера, был основным антагонистом фильма. Барни Коэн добавил в сценарий больше юмора, экшен-сцен и второстепенного злодея. Ньюс и Бранкато хотели, чтобы главного героя сыграл Джон Кьюсак. В качестве режиссёра Cannon наняла Джозефа Зито, который ранее снял для студии прибыльный фильм «Вторжение в США». В то время как Cannon рассматривала на роль Питера Паркера / Человека-паука Тома Круза, Зито хотел поработать с актёром и каскадёром Скоттом Ливой, который когда-то сыграл Человека-паука в рекламном ролике Marvel. Боб Хоскинс мог сыграть Доктора Осьминога, а Лорен Бэколл и Кэтрин Хепбёрн претендовали на роль тёти Мэй. Стэн Ли выразил желание сыграть Джей Джону Джеймсона. Первоначальный бюджет фильма с предварительным названием «Человек-паук: В кино» варьировался от $ 15 до 20 млн. Из-за разгромных отзывов и кассового провала картин «Супермен 4: В поисках мира» и «Властелины Вселенной» в 1987 году, которые были спродюсированы Cannon, студия сократила бюджет фильма про Человека-паука до $ 7 млн, что не устроило Джозефа Зито, который отказался от режиссуры. Его заменил Альберт Пюн, согласившийся снять фильм с меньшим бюджетом. Проект был отменён после приобретения Cannon компанией Pathé и ухода Голана из студии.
Голан продлил свой опцион на посту генерального директора 21st Century Film Corporation. В 1989 году он попытался возродить проект, взяв за основу оригинальный сценарий и раскадровки Cannon. Чтобы увеличить бюджет предстоящего фильма, Голан продал телевизионные права на «Человека-паука» Viacom, права на дистрибуцию на VHS в США — студии Columbia Pictures, а права на кинотеатрельный релиз — Carolco Pictures, руководство которой наняло Джеймса Кэмерона для написания сценария и постановки фильма. Ранее Кэмерон обсуждал с Ли потенциальную экранизацию комиксов о Людях Икс, однако последний убедил постановщика переключиться на Человека-паука; годы спустя, Кэмерон признался, что всегда считал супергероев «чудны́ми». Режиссёр связался с руководством Carolco в 1993 году и представил своё более мрачное видение персонажа: помимо истории происхождения Человека-паука в фильме планировалось показать переосмысление его классических врагов — Электро и Песочного человека. Первый задумывался как маниакальный бизнесмен Карлтон Стрэнд, в то время как второй был личным телохранителем Стрэнда по имени Бойд. В интерпретации Кэмерона также присутствовала ненормативная лексика и сцена секса Человека-паука и Мэри Джейн Уотсон на вершине Бруклинского моста. Руководство Carolco утвердило бюджет фильма в размере $ 50 млн, однако его производство долгое время откладывалось, так как Голан подал в суд на Carolco за попытку снять фильм без его участия. На тот момент Кэмерон едва завершил работу над картиной «Правдивая ложь» для студии 20th Century Fox. Представители Fox планировали приобрести права на «Человека-паука», однако сделка с Carolco так и не состоялась. В конечном итоге Кэмерон отказался от проекта и приступил к работе над «Титаником». В интервью 1997 года для The Howard Stern Show режиссёр заявил, что звезда «Титаника» Леонардо Ди Каприо рассматривался на главную роль в «Человеке-пауке». Среди других претендентов были Чарли Шин и Эдвард Фёрлонг. В 1995 году Metro-Goldwyn-Mayer (MGM) приобрела 21st Century Film Corporation. В число активов студии также входили предыдущие версии сценария «Человека-паука». Затем представители MGM подали в суд на Viacom, Sony Pictures и Marvel с целью признать все прошлые соглашения по продаже прав на «Человека-паука» недействительными. В следующем году руководство 21st Century, Carolco и Marvel подало заявление о банкротстве.
Киностудии не проявляли интереса к разработке фильма о Человеке-пауке из-за разгромной критики «Бэтмена и Робина» в 1997 году; в то время деятели киноискусства не воспринимали супергеройский жанр всерьёз и считали комиксы «детской литературой». Тем не менее, некоторые студии изменили своё представление о персонажах Marvel после выхода «Блэйда» от New Line Cinema в 1998 году и начала производства картины «Люди Икс» от 20th Century Fox. Вслед за финансовой реорганизацией Marvel в 1998 году истёк срок действия опциона Голана, в результате чего права на Человека-паука вернулись к Marvel. Затем Marvel продала права на постановку фильма Sony Pictures Entertainment, материнской компании Columbia Pictures, за $ 7 млн. Сделка вступила в силу в марте 1999 года. Юристы MGM обнаружили лазейку, которая позволяла студии снять собственный фильм про «Человека-паука» на основе сценария Кэмерона. В ответ представители Sony пригрозили созданием альтернативной кинофраншизы про Джеймса Бонда, имея в своём распоряжении права на экранизацию романов «Казино „Рояль“» и «Шаровая молния» Яна Флеминга. В конечном итоге, в марте 1999 года Sony обменяла права на экранизацию «Казино „Рояль“» на все существующие сценарии «Человека-паука» и начала производство картины в апреле 1999 года.
Несмотря на приобретение различных вариантов сценария к фильму «Человек-паук», представители Sony Pictures ограничились использованием «материала Кэмерона», состоящего из сценария нескольких авторов и 45-страничного режиссёрского сценария самого Кэмерона. В дальнейшем руководство студии отказалось привлекать Кэмерона к работе над проектом и снимать фильм по его сценарию. Основными кандидатами Sony на пост режиссёра были: Роланд Эммерих, Энг Ли, Крис Коламбус, Барри Зонненфельд, Тим Бёртон, Майкл Бэй, Ян де Бонт, М. Найт Шьямалан, Тони Скотт и Дэвид Финчер. Большинство из них были в большей степени заинтересованы съёмочным процессом, нежели сюжетом. Вместо истории происхождения персонажа Финчер хотел адаптировать сюжетную арку The Night Gwen Stacy Died, но его вариант не понравился студии. Коламбус приступил к работе над картиной «Гарри Поттер и философский камень», а Бёртон позиционировал себя как «человека DC», снявшего для компании фильмы «Бэтмен» (1989) и «Бэтмен возвращается» (1992). Продюсер Эми Паскаль утвердила кандидатуру Сэма Рэйми, об участии которого стало известно в январе 2000 года. Премьера «Человека-паука» была запланирована на лето 2001 года. В юности Рэйми читал комиксы про Человека-паука и, благодаря своей любви к персонажу и знанию исходного материала, убедил боссов Sony выбрать именно его. Ранее агент Рэйми Джош Донен предупредил его, что тот является одним из наименее популярных кандидатов студии, из-за чего, во время встречи с Паскаль, продюсером Лорой Зискин, Джоном Кэлли, главой Marvel Studios Ави Арадом и исполнительным продюсером Мэттом Толмаком Рэйми резко прервал свою презентацию по истечении одного часа и собирался покинуть офис, так как понимал, что присутствующие не хотели работать с ним.
Для первого чернового сценария Дэвид Кепп взял за основу материал Кэмерона, дословно воспроизводя некоторые моменты. Сценарист намеревался растянуть историю происхождения Человека-паука, из-за чего Питер Паркер надевал супергеройский костюм только на 45-й минуте фильма. Кроме того, Питер и Мэри Джейн не должны были стать парой, так как Кепп счёл такой финал слишком романтичным. В версии Кэмерона главными злодеями были Электро и Песочный человек, которых Кепп заменил на Зелёного гоблина и Доктора Осьминога. Рэйми решил вычеркнуть Осьминога из сценария, чтобы уделить больше времени взаимоотношениям Питера Паркера и Нормана Озборна. В июне студия Columbia наняла Скотта Розенберга для переписывания сценария Кеппа. В каждой версии сценария упоминалась придуманная Кэмероном органическая паутина Человека-паука. Рэйми полагал, что злоупотребит приостановкой неверия зрителей, если Паркер самостоятельно изобретёт механические веб-шутеры, и решил оставить органическую паутину.
Розенберг окончательно отказался от появления Доктора Осьминога в фильме и написал несколько дополнительных экшн-сцен. Рэйми чувствовал, что добавление третьей истории происхождения перегрузит фильм. Из окончательного варианта сценария были вырезаны сцены спасения Человеком-пауком от Гоблина Максимилиана Фаргаса — исполнительного директора «Oscorp», прикованного к инвалидной коляске, и освобождения заложников из поезда. Незадолго до начала съёмок Зискин наняла своего мужа Элвина Сарджента для доработки диалогов персонажей, в частности разговоров Питера и Мэри Джейн. Columbia предоставила Гильдии сценаристов США список из четырёх людей, работавших над сценарием «Человека-паука». При этом трое из них — Розенберг, Сарджент и Кэмерон — добровольно отказались от упоминания в титрах в пользу четвёртого автора — Кеппа.

### Кастинг
Создатели фильма не хотели, чтобы роль главного героя исполнил «слишком высокий или красивый как Кристофер Рив актёр». По их мнению он, тем не менее, должен был обладать «сердцем и душой», чтобы зрители могли ассоциировать себя с персонажем. Студия рассматривала Леонардо Ди Каприо, Фредди Принца-младшего, Криса О’Доннелла, Джуда Лоу, Криса Клейна, Уэса Бентли и Хита Леджера. Фаворитом Стэна Ли был Кьюсак. В 1995 году Кэмерон собирался отдать эту роль Ди Каприо. Рэйми пошутил, что Принцу «даже не разрешили бы купить билет на просмотр этого фильма». Студия обратилась к Лоу с предложением принять участие в проекте. В то время как Паскаль и её коллеги добивались участия Леджера, сам Рэйми провёл переговоры с Бентли, но ни разу не встречался с Ди Каприо и Леджером. Бентли и вовсе не проходил прослушивание, так как его не интересовали фильмы о супергероях. Ко всему прочему, в роли Человека-паука были заинтересованы Скотт Спидмен, Джей Родан и Джеймс Франко, последний из которых в итоге получил роль Гарри Озборна. Прослушивание также проходил Джо Манганьелло, в конечном итоге сыгравший хулигана Юджина «Флэша» Томпмсона. Магуайр получил роль Питера Паркера в июле 2000 года. Он был главным фаворитом Рэйми, которому понравилась его актёрская игра в фильме «Правила виноделов» (1999). Изначально студия сомневалась в кандидатуре Магуайра, однако, во время прослушивания актёру удалось произвести впечатление на представителей Sony. В соответствии с подписанным контрактом гонорар актёра варьировался от $ 3 до 4 млн. В то же время, условия контракта предусматривали более высокие оклады в потенциальных сиквелах. В рамках подготовки к роли в течение нескольких месяцев Магуайр занимался с тренером по физической подготовке, инструктором йоги, мастером боевых искусств и специалистом по скалолазанию. Кроме того, актёр изучал пауков и прошёл обучение у канатоходца, стремясь имитировать движения арахнидов, а также сидел на особой диете.
На роль Нормана Озборна / Зелёного гоблина рассматривались Николас Кейдж, Джейсон Айзекс, Джон Малкович и Джим Керри, однако все актёры отказались от предложения Sony. В ноябре 2000 года стало известно, что персонажа сыграет Уиллем Дефо. В интервью для Vanity Fair Дефо рассказал, что пробы на роль состоялись в его гостиничном номере, когда он работал над другим фильмом в Испании. Он решил принять участие в проекте несмотря на отговорки со стороны некоторых его друзей, поскольку в то время «фильмы по комиксам были необычным явлением». Дефо хотел сам носить костюм Гоблина, так как чувствовал, что каскадёр не сможет передать необходимый язык тела персонажа. Состоящий из 580 деталей костюм надевался в течение получаса.
Кейт Босворт была одной из актрис, которые проходили пробы на роль Мэри Джейн Уотсон. Прослушивание также проходила Элизабет Бэнкс, однако продюсер Лора Зискин назвала её чересчур «зрелой» для этой роли, в результате чего актрисе отошла роль Бетти Брант. Кейт Хадсон отказалась от предложения Sony. Среди других кандидатов студии были: Элайза Душку, Мена Сувари и Хайме Кинг. До утверждения Кирстен Данст Рэйми видел в роли Мэри Джейн Алисию Уитт. По словам Данст, она заинтересовалась проектом когда узнала, что роль Питера Паркера / Человека-паука исполнит Тоби Магуайр. Актриса получила роль за месяц до начала съёмок на прослушивании в Берлине. Поскольку Данст была натуральной блондинкой, визажисты красили её передние волосы в рыжий цвет, а сама актриса носила полупарик. Создатели фильма попросили её выровнять зубы, однако Данст отказалась.
Джей Кей Симмонс был выбран на роль Джей Джоны Джеймсона. Актёр узнал о своём утверждении от фаната Человека-паука, который прочитал новость о привлечении Симмонса к проекту на фанатском сайте за три часа до того, как с актёром связался его агент. Несмотря на давний интерес Стэна Ли к роли Джеймсона, создатели фильма посчитали, что тот был слишком стар, чтобы убедительно отыграть эту роль. Ли, в свою очередь, поддержал кандидатуру Симмонса, согласившись, что тот справится с задачей лучше, чем он сам. Хью Джекман, сыгравший Логана / Росомаху в серии фильмов о Людях Икс, рассказал в сентябре 2013 года, что ему предложили сыграть камео персонажа в фильме. Тем не менее, когда Джекман прибыл в Нью-Йорк, чтобы отснять сцену, создателям фильма пришлось отказаться от услуг актёра, так как им не удалось достать костюм, который тот носил в «Людях Икс».

### Съёмки
Съёмочный процесс «Человека-паука» должен был начаться в ноябре 2000 года и проходить в Нью-Йорке и в павильонах Sony, в то время как премьера картины была запланирована на ноябрь 2001 года, однако Sony перенесла её на 3 мая 2002 года из-за затянувшегося постпроизводства. Основные съёмки стартовали 8 января 2001 года в городе Калвер-Сити (штат Калифорния). Из-за терактов 11 сентября 2001 года создатели пересняли часть сцен и вырезали эпизод с Башнями-близнецами. Павильон 29 был перестроен в дом Паркеров в Форест-Хилс, а в Павильоне 27 снимались сцены сражения между Питером Паркером и Молотом Магро. Также в Павильоне 27 был выстроен комплекс Таймс-сквер, где состоялось первое противостояние Человека-паука и Зелёного гоблина: он представлял собой трёхэтажное здание с отколовшейся частью балкона. Часть этого эпизода снималась в городе Дауни (штат Калифорния). 6 марта, во время столкновения модифицированного под строительный кран вилочного погрузчика со строительной люлькой, погиб строитель Тим Холкомб. Калифорнийский отдел охраны труда и техники безопасности оштрафовал Columbia Pictures на $ 58 805.
Для создания «перевёрнутого поцелуя» Человека-паука и Мэри Джейн использовались несколько имитирующих дождь механизмов. Актёры столкнулись с трудностями на съёмках сцены, так как висящему вверх ногами Магуайру постоянно затекала в нос вода, из-за чего он практически не мог дышать. Сэвидж выразил желание исполнить все свои трюки самостоятельно; на съёмках одного из них рестлер получил серьёзную травму шеи. Сцена, в которой Питер ловит поднос с едой Мэри Джейн, была снята без использования визуальных эффектов: на её постановку потребовалось 156 дублей и 16 часов.
В Лос-Анджелесе съёмки фильма проходили в Музее естественной истории (ставшем лабораторией Колумбийского университета, где Паркер получил свои силы после укуса паука), здании Pacific Electricity Building (офисы Daily Bugle) и Особняке Грейстоун (где снимались интерьеры поместья Озборнов). В апреле со съёмочной площадки были украдены 4 костюма Человека-паука, и Sony объявила награду в размере $ 25 000 за их возвращение. Костюмы были возвращены Sony 18 месяцев спустя, а виновниками преступления оказались бывший охранник киностудии и его сообщник. В течение двух недель съёмки проходили в Нью-Йорке, где были охвачены такие места как: Мост Куинсборо, экстерьеры Мемориальной библиотеки Колумбийского университета и Нью-Йоркской публичной библиотеки, а также сад на крыше Рокфеллеровского центра. Последние съёмки проходили в Лос-Анджелесе и завершились в июне 2001 года. Флэтайрон-билдинг «сыграло» в фильме здание Daily Bugle.
- Места, где проходили съёмки фильма
- Колумбийский университет, в который Питер и его одноклассники отправляются на экскурсию[113]
- Лос-Анджелесский музей естественной истории, интерьер которого «послужил» лабораторией Колумбийского университета[113]
- Нью-Йоркская публичная библиотека, рядом с которой состоялся последний разговор между Питером и Беном[113]
- Tower 57 на пересечении Лексингтон-авеню и 57-й улицы, «сыгравшая» башню «Oscorp»[113]
- Флэтайрон-билдинг, ставший офисом редакции Daily Bugle[113]
- Сад на крыше Рокфеллеровского центра, в который Человек-паук доставляет Мэри Джейн после сражения с Зелёным гоблином[113]
- Мост Куинсборо, на котором Зелёный гоблин удерживает в заложниках Мэри Джейн и детей[113]
- Остров Рузвельта, на котором разворачивается финальное противостояние Человека-паука и Зелёного гоблина[113]

### Дизайн костюмов
Костюм Человека-паука из фильма во многом основывался на версии из комиксов, но было разработано несколько его вариаций. На любимой концепции художника по костюмам Джеймса Ачесона красная эмблема паука была нанесена поверх чёрного костюма. На другом образце, впоследствии ставшем итоговым, располагались увеличенный логотип на груди и красные полосы, проходящие по бокам ног. Магуайр носил обтягивающее трико, покрытое прослойкой из подчёркивающего его мускулатуру вещества. Костюм создавался как единое целое, без возможности снятия маски. Под маской лицо актёра охватывала твёрдая оболочка, предназначенная для придания голове лучшей формы в кадре, а также для более плотного прилегания к лицу. В сценах, где было показано лицо Магуайра, использовалась вариация костюма со съёмной маской. Паутина, которой был украшен костюм, создавалась с помощью компьютера, а глазные линзы маски имели зеркальное покрытие.
Amalgamated Dynamics занималась созданием первоначального головного убора Зелёного гоблина, который задумывался как аниматронная маска. В отличие от утверждённого варианта, дизайн этой маски был основан на версии из первоисточника. Тем не менее, создатели отказались от маски ещё до выбора актёра на роль Гоблина. Аниматронная маска показалась представителям Sony «слишком жуткой» и требовала больших технических затрат, поэтому вместо неё был изготовлен шлем. По мнению Дефо, создатели фильма намеревались придать персонажу более пугающий вид, что привело к появлению передовой брони «Oscorp». В то же время аниматронная «маска в стилистике Хэллоуина» показалась актёру «нелепой». Кроме того, Дефо хотел более гибкий костюм, позволяющий ему сесть на шпагат.

### Визуальные эффекты и музыка
За разработку визуальных эффектов фильма отвечала студия Sony Pictures Imageworks. В мае 2000 года Sony наняла специалиста по визуальным эффектам Джона Дайкстру, с которым Рэйми ранее работал над фильмом «Дар». Дайкстра убедил режиссёра сгенерировать на компьютере экшен-сцены, которые не представлялось возможным снять физически. В своих предыдущих работах Рэйми использовал более традиционные спецэффекты и многое узнал о компьютерной графике во время производства «Человека-паука». Режиссёр вложил много сил в постановку эпизодов с раскачиванием Человека-паука на паутине и описал эти сцены как «балет в небе». Из-за сложности постановки подобных сцен бюджет фильма увеличился с $ 70 до 100 млн. Съёмки усложнялись из-за индивидуальных цветовых гамм ведущих персонажей, поэтому экшен-сцены с Человеком-пауком снимались на фоне зелёного экрана, в то время как сцены с Зелёным гоблином — напротив синего. Совместная съёмка обоих персонажей могла привести к исчезновению одного из них в зависимости от окраски хромакея.
По словам Дайкстры, наибольшая сложность создания костюма Человека-паука заключалась в том, что его носитель был скован в движениях. Из-за закрытости глаз и рта актёру приходилось демонстрировать эмоции через язык тела. Рэйми хотел передать суть Человека-паука как «мостик между переживающим период полового созревания юношей и супергероем». Дайкстра отметил, что члены его команды аниматоров столкнулись с трудностями при создании компьютерной модели Человека-паука, получив указание от студии сделать её как можно более реалистичной. Увидев сгенерированного на компьютере персонажа, представители Sony ошибочно приняли его за настоящего Магуайра. Кроме того, команде Дайкстры пришлось скомпоновать районы Нью-Йорка и заменить каждый автомобиль на кадрах цифровыми моделями. Рэйми не хотел, чтобы кино целиком и полностью походило на мультфильм, поэтому ни один из кадров не был на 100 % сгенерирован на компьютере.
Музыку к фильму сочинил американский композитор Дэнни Эльфман. 30 апреля 2002 под лейблом Columbia Records в продажу поступил альбом Music from and Inspired by Spider-Man, в состав которого вошли специально написанные для картины синглы «Hero», «It’s What We’re All About» и «Bother». 4 июня состоялся релиз одноимённого саундтрека с музыкой Эльфмана.

## Выпуск

### Продвижение
После терактов 11 сентября 2001 года Sony отозвала тизер-постеры с изображением Человека-паука, в линзах которого отражались Башни-близнецы Всемирного торгового центра. В том же году вышел первый тизер-трейлер фильма, в котором ограбившие банк преступники отступали на вертолёте Eurocopter AS355 Twin Squirrel, угодившем в паутину Человека-паука между башнями-близнецами. Этот трейлер был показан на киносеансах фильмов «Парк юрского периода III», «Американский пирог 2», «Последняя фантазия: Духи внутри» и «Планета обезьян»; по словам представителей Sony, эти кадры не являлись частью фильма. В ноябре 2001 года были представлены новые тизер-постеры с изображением Человека-паука и Зелёного гоблина. Выход нового трейлера состоялся 13 декабря 2001 года во время трансляции реалити-шоу «Остров искушений». Шесть дней спустя он был показан в кинотеатрах перед началом фильма «Властелин колец: Братство Кольца». Впоследствии Рэйми подтвердил, что сцена с ограблением изначально присутствовала в фильме, однако была вырезана из-за терактов во Всемирном торговом центре. 27 марта 2002 года в сети появился новый трейлер «Человека-паука», после чего, два дня спустя, он был показан в кинотеатрах во время сеансов фильмов «Комната страха» и «Новичок».
В рамках продвижения картины Sony заключила контракт с компанией CKE Restaurants, которая продавала детские игрушки по фильму в ресторанах Hardee’s и Carl’s Jr. Начиная с апреля 2002 года клиенты заведений могли приобрести три различных коллекционных стакана и фигурку Человека-паука, которую можно было прикрепить к антенне автомобильного радиоприёмника. Месяц спустя в состав «Крутых комбо для детей» вошли фигурки Человека-паука и Зелёного гоблина. Затем KFC последовала примеру других сетей ресторанов быстрого питания, выпустив свои собственные тематические игрушки по фильму, которые продавались в заведениях Соединённого Королевства. Среди других рекламных партнёров Sony были: Dr Pepper, Hershey’s, Kellogg’s и Reebok.
По мотивам фильма выпускались различные товары под брендом Marvel: например, американский писатель Питер Дэвид написал новеллизацию, а соавтор персонажа Стэн Ли пересказал сюжет картины в комиксе Spider-Man: The Official Movie Adaptation. Компания Toy Biz, которая приобрела лицензию на производство фигурок по мотивам Marvel Comics, создала линейку игрушек с персонажами картины Рэйми. Treyarch и Digital Eclipse разработали одноимённую игру по фильму, которую Activision издала для платформ Game Boy Advance, GameCube, Microsoft Windows, PlayStation 2 и Xbox. Sony и Рэйми предоставили Treyarch концепт-арты и сценарий к фильму, на основе которых они выстраивали геймдизайн и сюжет. Магуайр и Дефо были единственными актёрами, которые озвучили своих персонажей из фильма.

### Премьера
В США MPAA едва не присвоила фильму рейтинг «R» из-за жестокой финальной битвы между Человеком-пауком и Зелёным гоблином, поэтому сцену пришлось смягчить. В конечном итоге картина получила рейтинг «PG-13» за «демонстрацию насилия и экшн». Прежде чем фильм вышел в британский прокат в июне 2002 года, BBFC присвоил ему рейтинг «12». Из-за популярности Человека-паука у младшей возрастной аудитории данное решение вызвало много споров. Представители BBFC утверждали, что фильму можно было присвоить рейтинг «15+». Несмотря на это, окружные советы Северного Норфолка и Брекленда в Восточной Англии изменили его на «PG», обозначив как «PG-12». В конце августа BBFC присвиоила фильму рейтинг «12A». Мировая премьера «Человека-паука» состоялась 29 апреля 2002 года в кинотеатре «Regency Village Theatre». В марте 2024 года Sony объявила, что все фильмы о Человеке-пауке будут вновь показаны в кинотеатрах в рамках празднования 100-летия Columbia Pictures. Повторный показ «Человека-паука» состоялся 15 апреля 2024 года.

### Домашние издания
Выход «Человека-паука» на DVD и VHS в США и Австралии состоялся 1 ноября 2002 года. В Великобритании картина вышла на цифровых носителях 25 ноября 2002 года. За первый день релиза было продано более 7 млн копий DVD. По состоянию на 2024 год, «Человек-паук» является рекордсменом по количеству проданных копий DVD с игровыми фильмами. Этот фильм оставался рекордсменом по количеству проданных DVD за один день до цифрового издания мультфильма «В поисках Немо» 2003 года. Всего за несколько дней было продано свыше 11 млн копий DVD, в результате чего «Человек-паук» обогнал «Корпорацию монстров» и установил рекорд среди всех предыдущих DVD-релизов. В то время как общее количество проданных VHS насчитывало 6,5 млн копий, «Человек-паук» стал одним из самых продаваемых игровых фильмов на DVD: было продано свыше 19,5 млн копий. Двухдисковое издание выпускалось в широкоэкранном (соотношение сторон 1,85:1) и полноэкранном (со специально переработанным соотношением сторон 1,33:1, цифровым мастерингом оригинальной версии и улучшенного самими создателями фильма разрешения без вырезания частей кадра с помощью панорамирования и сканирования) форматах. На первом диске содержались следующие дополнительные материалы: комментарии создателей фильма, биографии персонажей, рекламные ролики с музыкальными клипами, телевизионные ролики и трейлеры, факты о плетении паутины и функция «паучьего чутья», при которой значок Человека-паука появлялся при отключении субтитров. На втором диске был записан специальный выпуск HBO под названием «Создание „Человека-паука“», «Эволюция „Человека-паука“», отрывки, кинопробы и спецвыпуск E! под названием «Spider-Mania». Оба диска содержали функции DVD-ROM, такие как обратный отсчёт до «Человека-паука 2», запись собственного комментария и факты об игре от Activision.
Американские телевизионные права на фильм (Fox, TBS / TNT) были проданы за $ 60 млн. По состоянию на 2006 год общий доход фильма составил $ 1,5 млрд от кассовых сборов и домашнего видео (продажи и прокат), а также дополнительные $ 880 млн от телевидения (плата за просмотр, эфирное и кабельное телевидение). В 2004 году в Соединённом Королевстве около 700 000 зрителей посмотрели фильм по подписке на телеканале Sky Movies 1, что сделало «Человека-паука» 9-м по популярности фильмом года на платном телевидении.
Релиз фильма на Blu-ray состоялся в 2007 году в рамках «Трилогии о Человеке-пауке». Три года спустя он был выпущен на отдельном Blu-ray-диске. Ещё один релиз фильма состоялся 5 июля 2011 года. Также «Человек-паук» стал частью Spider-Man Legacy Collection, состоящей из 5 фильмов о Человеке-пауке в формате Blu-ray 4K UHD и вышедшей 17 октября 2017 года. 21 апреля 2023 года на стриминговом сервисе Disney+ стала доступна вся трилогия Рэйми.

## Восприятие

### Кассовые сборы
«Человек-паук» стал первым фильмом, который преодолел отметку в $ 100 млн за первую неделю проката с учётом инфляции: благодаря совокупному доходу в размере $ 114 844 116 картина установила новый рекорд за первые выходные проката. Предыдущий рекорд, который составлял $ 90,3 млн, принадлежал фильму «Гарри Поттер и философский камень». На момент 2002 года «Человек-паук» являлся не только самым кассовым летним блокбастером, но и фильмом с наибольшей прибылью в премьерные выходные. Он превзошёл «Парк юрского периода: Затерянный мир» по части наибольших сборов в майские выходные и стал самым кассовым фильмом 2002 года.
Также фильм установил рекорд по преодолению рубежа в $ 100 млн за первые три дня проката. За первые выходные сборы одного кинотеатра в общей сложности составляли $ 31 769, что на тот момент, по данным Box Office Mojo, было «самым высоким средним показателем на кинотеатр для международного релиза». Трёхдневный рекорд фильма превзошли «Пираты Карибского моря: Сундук мертвеца» четыре года спустя. Общие сборы в размере $ 114,8 млн за первые выходные были самыми высокими кассовыми сборами в Северной Америке для фильма, не являющегося сиквелом, пока восемь лет спустя «Алиса в стране чудес» не установила новый рекорд. «Человек-паук» был рекордсменом по самому высокому доходу за три дня, пока его не превзошли «Звёздные войны. Эпизод III: Месть ситхов» в 2005 году. В течение четырёх дней у него были самые высокие сборы за непраздничный понедельник в истории в размере $ 11 млн, позволившие увеличить общий показатель до $ 125,1 млн и опередить более ранние блокбастеры того года — «Ангелы Чарли» и «Эрин Брокович».
Благодаря состоявшейся 3 мая 2002 года премьере на 7 500 экранах в 3 615 кинотеатрах США и Канады, фильм заработал $ 39 406 872 в день премьеры — в среднем $ 10 901 на территории одного кинотеатра. Это был самый высокий показатель в премьерный день вплоть до выхода в 2004 году сиквела «Человек-паук 2», сборы которого превысили $ 40,4 млн. В течение трёх лет фильм удерживал рекорд по самым высоким пятничным кассовым сборам, пока в 2005 году его не обошёл «Гарри Поттер и Кубок огня». В 2002 году он занимал 3-е место среди фильмов по количеству показов на больших экранах, после фильмов «Гарри Поттер и философский камень» и «Миссия невыполнима 2» (2000). Кроме того, «Человек-паук» установил абсолютный рекорд по самым высоким сборам за один день — $ 43 622 264 на второй день выхода; однако, в 2004 году новый рекорд установил «Шрек 2». За первое воскресенье фильм заработал дополнительные $ 31 814 980, что на тот момент являлось максимальным показателем прибыли за этот день недели.
Фильм оставался на пике на второй неделе проката, просев по сборам всего на 38 % и собрав дополнительные $ 71 417 527, в то время как сборы отдельно взятого кинотеатра в среднем составляли $ 19 755,89. На тот момент картина имела наибольшие сборы за вторую прокатную неделю в истории кино. За вторую неделю фильм достиг отметки в $ 200 млн на 9-й день проката, поставив новый рекорд того времени. Сборы сделали «Человека-паука» самым быстрым фильмом, преодолевшим отметку в $ 200 млн и позволили ему превзойти картину «Звёздные войны. Эпизод I: Скрытая угроза». К концу второй недели проката фильм собрал за 10 дней в общей сложности $ 223 040 031. Он быстро превзошёл «Ледниковый период», став самым кассовым фильмом года. «Человек-паук» преодолел 149 позиций в чарте самых кассовых фильмов, заняв 29-е место между фильмами «Час пик 2» (2001) и «Миссис Даутфайр» (1993).
На третьей неделе «Человек-паук» уступил лидерство в прокате картине «Звёздные войны. Эпизод II: Атака клонов», заработав $ 45 036 912 при снижении сборов на 37 %, что в среднем составило $ 12 458 за один кинотеатр, а на 17 день общая сумма составила $ 285 573 668. В то же время «Человек-паук» установил рекорд по самой прибыльной третьей неделе проката, впоследствии уступив в данной категории «Аватару» в 2009 году. «Человек-паук» превзошёл ещё один рекорд, ранее принадлежавший «Скрытой угрозе», став самым быстрым фильмом, собравшим $ 300 млн за 22 дня. Он оставался на 2-м месте среди самых посещаемых фильмов во время четвёртой прокатной недели, собрав $ 35 814 844 за четырёхдневный период Дня поминовения, просев по сборам на 21 % при расширении показа до 3 876 кинотеатров, в среднем заработав $ 9 240 за четыре дня и доведя общую сумму за 25 дней до $ 333 641 492. За 66 дней он собрал $ 400 млн, повторив успех «Титаника». Оба фильма удерживали этот рекорд в течение двух лет, пока их не превзошёл «Шрек 2».
«Человек-паук» стал самым кассовым фильмом 2002 года, собрав $ 407 022 860 в США и Канаде, и превзошёл картины «Властелин колец: Две крепости» и «Атака клонов». По состоянию на 2024 год «Человек-паук» занимает 44-е место среди «самых кассовых фильмов всех времён в США и Канаде» без поправки на инфляцию. Также фильм заработал $ 418 002 176 на международной арене, в результате чего суммарные сборы по всему миру составили $ 825 802 095, что сделало его 3-м самым прибыльным фильмом 2002 года после картин «Две крепости» и «Гарри Поттер и Тайная комната» и 98-м «самым кассовым фильмом в истории». Кроме того, это был самый кассовый фильм компании Sony за всю её историю; предыдущим рекордсменом были «Люди в чёрном» (1997). «Человек-паук» превзошёл рекорд «Бэтмена», став «самым кассовым супергеройским фильмом всех времён». В США было продано около 69 484 700 билетов. Он был рекордсменом по количеству проданных билетов на фильмы по комиксам, пока его не превзошёл «Тёмный рыцарь» в 2008 году. По состоянию на 2024 год он по-прежнему занимает 6-е место среди самых кассовых кинокомиксов всех времён с поправкой на инфляцию; обойти его удалось лишь фильмам «Мстители: Война бесконечности», «Тёмный рыцарь», «Чёрная пантера», «Мстители» и «Мстители: Финал». «Человек-паук» был самым кассовым фильмом об истории происхождения супергероя в течение 15 лет с момента выхода, пока его не превзошла «Чудо-женщина». По состоянию на 2024 год он занимает 26-е место среди «самых кассовых фильмов о супергероях», а также 13-е место в списке «самых кассовых фильмов по комиксам в целом».
Премьера «Человека-паука» состоялась в 17 странах, в результате чего за первую неделю проката фильм заработал в общей сложности $ 13,3 млн на международной арене. Он занял 2-е место среди самых прибыльных премьер в Исландии, Сингапуре и Южной Корее. Кроме того, Россия и Югославия заняли 3-е место среди самых прибыльных кинорынков в день выхода фильма. «Человек-паук» стал самым посещаемым фильмом в Швейцарии, заработав $ 1,4 млн при 160 000 просмотров на 106 экранах, превзойдя «И целого мира мало». У «Человека-паука» был лучший июньский дебют в Германии, а также 3-й по прибыльности дебют в целом после «Атаки клонов» и «Ледникового периода». Во Франции около 10 645 зрителей посетили 27 кинотеатров; предыдущий рекорд принадлежал национальной картине «Астерикс и Обеликс: Миссия Клеопатра». Кроме того, в Испании картина отметилась самой кассовой премьерой. Между тем, «Человек-паук» продолжал устанавливать новые рекорды в Великобритании во время чемпионата мира по футболу. Фильм заработал $ 13,9 млн на территории 509 кинотеатров, что принесло ему 5-е место «среди самых прибыльных кинопремьер» после «Гарри Поттера и философского камня», «Скрытой угрозы», «Братства кольца» и «Атаки клонов». Кроме того, у «Человека-паука» были наибольшие сборы в премьерный день в Великобритании среди фильмов с сертификатом BBFC выше рейтинга «PG»; предыдущими рекордсменами были «День независимости» (1996) и «Ганнибал» (2001). Кассовые сборы фильма увеличились на 110 % в течение следующих выходных, а также выросли на 130 % по сравнению с 2001 годом, когда «Перл-Харбор» лидировал в чарте на третьей прокатной неделе. В Индии фильм демонстрировался на четырёх языках в 250 кинотеатрах, став самым популярным голливудским фильмом со времён «Мумии возвращается». Это был первый крупный релиз Sony в стране с момента выхода «Годзиллы» в 1998 году. Среди международных рынков, на которых сборы превысили $ 10 млн, были: Австралия ($ 16,9 млн), Бразилия ($ 17,4 млн), Франция, Алжир, Монако, Марокко и Тунис ($ 32,9 млн), Германия ($ 30,7 млн), Италия ($ 20,8 млн), Япония ($ 56,2 млн), Мексика ($ 31,2 млн), Южная Корея ($ 16,98 млн), Испания ($ 23,7 млн), Великобритания, Ирландия и Мальта ($ 45,8 млн).
На момент выхода «Человек-паук» был самым кассовым супергеройским фильмом всех времён как внутри страны, так и во всём мире. По части домашних сборов его превзошёл «Тёмный рыцарь» в 2008 году, а по части международных — «Человек-паук 3» в 2007 году. Также «Человек-паук» долгое время имел наибольшее сборы в США среди всех фильмов Sony, пока в 2018 году «Джуманджи: Зов джунглей» не установил новый рекорд.

### Критика, награды и номинации
«Человек-паук» получил положительные отзывы критиков, по мнению которых он переосмыслил жанр фильмов о супергероях и концепцию летнего блокбастера. Журнал Empire поместил картину на 437-е место среди 500 «величайших фильмов всех времён». На агрегаторе рецензий Rotten Tomatoes рейтинг свежести фильма составляет 90 % со средней оценкой в 7,6 баллов из 10 на основе 248 рецензий. Консенсус сайта гласит: «„Человек-паук“ не только доставляет массу паутинного веселья, но и обладает душой благодаря завораживающей режиссуре Сэма Рэйми и игре главного актёра Тоби Магуайра». Metacritic, который выставляет оценки на основе среднего арифметического взвешенного, дал фильму 73 балла из 100 на основе 38 рецензий. Зрители, опрошенные CinemaScore, дали фильму среднюю оценку «A−» по шкале от A+ до F.
Актёры, в частности Тоби Магуайр и Уиллем Дефо, были названы одним из главных достоинств фильма. Первоначально Эрик Харрисон из Houston Chronicle скептически отнёсся к выбору Магуайра на главную роль, однако после просмотра фильма рецензент отметил, что «становится трудно представить кого-то другого в этой роли». Обозреватель USA Today Майк Кларк заявил, что кастинг главного героя настолько же удачен, как выбор Кристофера Рива на роль Супермена. Оуэн Глейберман из Entertainment Weekly испытал смешанные чувства по поводу кастинга, по большей части из-за утверждения на главную роль Магуайра: «Сам по себе Магуайр хорош, однако ему не удаётся совместить две стороны Паучка — мальчика и мужчину, романтика и мстителя — в одно целое». В своей ретроспективной рецензии для Film.ru Михаил Моркин высоко оценил игру Дефо, назвав его «богом», и отметил, что Магуайр «способен одновременно оставаться амальгамой всех занудных ботаников из американских комедий 1980-х и вызывать у зрителей искреннее сочувствие». Кирк Ханикатт из The Hollywood Reporter резюмировал: «Воображение создателей фильма работает на пределе: от искусного дизайна паутинных вступительных титров и перевёрнутого поцелуя Человека-паука и Эм-Джей — после одного из её многочисленных спасений — до финала, который оставляет отношения персонажей открытыми для будущих приключений». Entertainment Weekly поместил «перевёрнутый поцелуй из „Человека-паука“» в свой список «лучших поцелуев за последние десять лет».
С другой стороны, Манола Даргис из LA Weekly пришла к выводу, что Рэйми не захотел адаптировать персонажа 1962 года для современной эпохи, из-за чего его фильм не соответствовал критериям блокбастера. Рецензент San Francisco Chronicle Мик Ласалль сетовал на «провисающую сюжетную линию» и низкокачественные визуальные эффекты, утверждая, что во время раскачивания на паутине супергерой напоминал «маленькое подпрыгивающее изображение на экране компьютера». Роджер Эберт также был разочарован визуальной составляющей картины: «Рассмотрим сцену, в которой Человек-паук стоит перед жестоким выбором: спасти Мэри Джейн или находящихся в вагоне школьников. Он пытается спасти их всех, в результате чего все начинают висеть на паутине, которая, кажется, вот-вот разорвётся. Визуальные эффекты могли бы придать этой сцене больший вес и напряжение, но вместо этого сцена скорее походит на бездушную раскадровку идеи». По мнению Ричарда Корлисса, картина больше походила на «инди-фильм стоимостью $ 139 млн», в частности рецензент сетовал на главного героя в исполнении Магуайра, который производил впечатление «посланного наблюдать за землянами инопланетянина». Ко всему прочему, критике подвергся костюм Зелёного гоблина: например, Ричард Джордж из IGN оставил следующий комментарий по этому поводу: «Нельзя сказать, что костюм из комиксов был очень внушительным, однако доспехи Гоблина (в частности, шлем) из „Человека-паука“ до смешного плохи».
Фильм получил несколько наград, от Teen Choice Awards до премии «Сатурн», а также был номинирован на премию «Оскар» в категориях «Лучшие визуальные эффекты» и «Лучший звук» (Кевин О’Коннелл, Грег П. Рассел и Эд Новик), но проиграл картинам «Властелин колец: Две крепости» и «Чикаго». Дэнни Эльфман взял премию «Сатурн» за «Лучшую музыку», а Рэйми, Магуайр и Данст ограничились номинациями за «Лучшего режиссёра», «Лучшего актёра» и «Лучшую актрису». Также «Человек-паук» получил приз зрительских симпатий в номинации «Любимый фильм». Картина была номинирована на премию Kids’ Choice Awards в категории «Любимый фильм», но проиграла фильму «Остин Пауэрс: Голдмембер».
| Награда                         | Дата церемонии вручения | Категория                                        | Получатель(и)                                                                  | Результат | Источ.  |
| ------------------------------- | ----------------------- | ------------------------------------------------ | ------------------------------------------------------------------------------ | --------- | ------- |
| «Золотой трейлер»               | 14 марта 2002 года      | «Лучший экшн»                                    | «Человек-паук»                                                                 | Номинация | [ 228 ] |
| «Золотой трейлер»               | 14 марта 2002 года      | «Лучшая музыка»                                  | «Человек-паук»                                                                 | Номинация | [ 228 ] |
| «Золотой трейлер»               | 14 марта 2002 года      | «Лучшее шоу»                                     | «Человек-паук»                                                                 | Номинация | [ 228 ] |
| «Золотой трейлер»               | 14 марта 2002 года      | «Лучшая закадровая озвучка»                      | «Человек-паук»                                                                 | Победа    | [ 228 ] |
| Teen Choice Awards              | 19 августа 2008 года    | «Лучший фильм: драма / приключенческий боевик»   | «Человек-паук»                                                                 | Победа    | [ 229 ] |
| Teen Choice Awards              | 19 августа 2008 года    | «Лучший актёр: драма / приключенческий боевик»   | Тоби Магуайр                                                                   | Победа    | [ 229 ] |
| Teen Choice Awards              | 19 августа 2008 года    | «Лучшая актриса: драма / приключенческий боевик» | Кирстен Данст                                                                  | Номинация | [ 229 ] |
| Teen Choice Awards              | 19 августа 2008 года    | «Лучший поцелуй»                                 | Тоби Магуайр и Кирстен Данст                                                   | Победа    | [ 229 ] |
| Teen Choice Awards              | 19 августа 2008 года    | «Лучший подонок»                                 | Уиллем Дефо                                                                    | Номинация | [ 229 ] |
| Teen Choice Awards              | 19 августа 2008 года    | «Лучший гнев»                                    | Уиллем Дефо                                                                    | Номинация | [ 229 ] |
| Премия «Мировой саундтрек»      | 19 октября 2002 года    | «Лучшее оркестровый саундтрек года»              | Дэнни Эльфман                                                                  | Номинация | [ 230 ] |
| People’s Choice Awards          | 12 января 2003 года     | «Любимый фильм»                                  | «Человек-паук»                                                                 | Номинация | [ 231 ] |
| «Спутник»                       | 12 января 2003 года     | «Лучший монтаж»                                  | Эрик Замбраннен                                                                | Номинация | [ 232 ] |
| «Спутник»                       | 12 января 2003 года     | «Лучшие визуальные эффекты»                      | Джон Дайкстра                                                                  | Номинация | [ 232 ] |
| Ассоциация кинокритиков вещания | 17 января 2003 года     | «Лучшая песня»                                   | Чед Крюгер («Hero»)                                                            | Номинация | [ 233 ] |
| «Империя»                       | 5 февраля 2003 года     | «Лучшая женская роль»                            | Кирстен Данст                                                                  | Победа    | [ 234 ] |
| BAFTA                           | 23 февраля 2003 года    | «Лучшие визуальные эффекты»                      | Джон Дайкстра, Скотт Стокдик, Джон Фрэзиер и Энтони Ламолинара                 | Номинация | [ 235 ] |
| «Грэмми»                        | 23 февраля 2003 года    | «Лучший саундтрек для визуальных медиа»          | Дэнни Эльфман                                                                  | Номинация | [ 236 ] |
| «Грэмми»                        | 23 февраля 2003 года    | «Лучшая песня для визуальных медиа»              | Чед Крюгер («Hero»)                                                            | Номинация | [ 236 ] |
| «Оскар»                         | 23 марта 2003 года      | «Лучший звук»                                    | Кевин О’Коннелл, Грег П. Расселл и Эд Новик                                    | Номинация | [ 237 ] |
| «Оскар»                         | 23 марта 2003 года      | «Лучшие визуальные эффекты»                      | Джон Дайкстра, Скотт Стокдик, Энтони Ламолинара и Джон Фрэзиер                 | Номинация | [ 237 ] |
| «Молодой актёр»                 | 29 марта 2003 года      | «Лучший семейный фэнтезийный фильм»              | «Человек-паук»                                                                 | Номинация | [ 238 ] |
| Kids’ Choice Awards             | 12 апреля 2003 года     | «Любимый фильм»                                  | «Человек-паук»                                                                 | Номинация | [ 227 ] |
| Kids’ Choice Awards             | 12 апреля 2003 года     | «Любимая актриса»                                | Кирстен Данст                                                                  | Номинация | [ 227 ] |
| BMI Film and TV Awards          | 14 мая 2003 года        | Премия BMI Film Music                            | Дэнни Эльфман                                                                  | Победа    | [ 239 ] |
| «Сатурн»                        | 18 мая 2003 года        | «Лучший фэнтези-фильм»                           | «Человек-паук»                                                                 | Номинация | [ 240 ] |
| «Сатурн»                        | 18 мая 2003 года        | «Лучшая мужская роль»                            | Тоби Магуайр                                                                   | Номинация | [ 240 ] |
| «Сатурн»                        | 18 мая 2003 года        | «Лучшая женская роль»                            | Кирстен Данст                                                                  | Номинация | [ 240 ] |
| «Сатурн»                        | 18 мая 2003 года        | «Лучшая режиссура»                               | Сэм Рэйми                                                                      | Номинация | [ 240 ] |
| «Сатурн»                        | 18 мая 2003 года        | «Лучшая музыка»                                  | Дэнни Эльфман                                                                  | Победа    | [ 240 ] |
| «Сатурн»                        | 18 мая 2003 года        | «Лучшие спецэффекты»                             | Джон Дайкстра, Скотт Стокдик, Энтони Ламолинара и Джон Фрэзиер                 | Номинация | [ 240 ] |
| MTV Movie Awards                | 31 мая 2003 года        | «Фильм года»                                     | «Человек-паук»                                                                 | Номинация | [ 241 ] |
| MTV Movie Awards                | 31 мая 2003 года        | «Лучшая женская роль»                            | Кирстен Данст                                                                  | Победа    | [ 241 ] |
| MTV Movie Awards                | 31 мая 2003 года        | «Лучший поцелуй»                                 | Тоби Магуайр и Кирстен Данст                                                   | Победа    | [ 241 ] |
| MTV Movie Awards                | 31 мая 2003 года        | «Лучшая мужская роль»                            | Тоби Магуайр                                                                   | Номинация | [ 241 ] |
| MTV Movie Awards                | 31 мая 2003 года        | «Лучший кинозлодей»                              | Уиллем Дефо                                                                    | Номинация | [ 241 ] |
| «Таурус»                        | 1 июня 2003 года        | «Лучший бой»                                     | Крис Дэниелс, Зак Хадсон, Ким Кахана-младший, Джонни Нгуен и Марк Аарон Вагнер | Номинация | [ 242 ] |
| «Хьюго»                         | 30 августа 2003 года    | «Лучшая постановка»                              | «Человек-паук»                                                                 | Номинация | [ 243 ] |

### Проблематика супергероя и злодея
Образы Питера Паркера как супергероя и Нормана Озборна как злодея в фильме стали предметом анализа в научной литературе. Субхам Хазра (колледж Вивекананда Махавидьялайя) в своей статье для журнала Literary Endeavour согласился с мнением режиссёра Сэма Рэйми, что важной особенностью Человека-паука как супергероя является его позиционирование как обычного парня: Питер — сирота, которого вырастили дядя и тётя; он страдает от чувства неполноценности, безработицы и одиночества, как обычный человек; подобно жизни многих зрителей фильма, в его жизни есть влюблённость, отношения, школьное образование, дружба. Паркер — взрослеющий подросток, который странствует в поисках свой идентичности, оправдывая и проповедуя свою мораль вместе со своими недостатками. Киновед Мартин Флэнаган (Солфордский университет) относит фильм к популярному в американском кино начала 2000-х годов поджанру — «супергеройскому нарративу», в котором показывается, как «подростковое эго (обычно — мужское) развивается в гибкую, зрелую и социально приемлемую взрослую идентичность». Учёный отмечает, что фильм акцентирует внимание на зарождающейся внутренней борьбе героя с собственной субъективностью и использует окончание школы как ключевую веху; в конечном итоге Питер «принимает свою „уникальную“ идентичность» и находит своё место в обществе «как его слуга и защитник». Литературовед Эндрю Р. Бальманн (Колледж Сноу) в своей книге «The Mythology of the Superhero» характеризует Человека-паука как классический пример концепции «сила и ответственность»: изначально Паркер пытается монетизировать новообретённую силу своим участием в рестлинге и не останавливает вора, укравшего деньги на том же мероприятии, после чего тот же самый вор убивает дядю Бена, а Питер становится косвенно виновным в смерти своего дяди. Из-за того, что Паркер не взял на себя ответственность за свою силу, он проводит дальнейшую жизнь, пытаясь искупить вину посредством использования своих способностей только во благо общества. Флэнаган и Бальманн отмечают, что Человек-паук, несмотря на невольно приобретённые паучьи способности, создаёт супергеройский образ и идентичность сам, что выражается в кропотливой работе Питера над своим костюмом.
По мнению Субхама Хазры, главный антагонист картины, безумный учёный Норман Озборн — «ничтожное и отвратительное существо» — символизирует угрозу для общества, которое его к этому подтолкнуло. Как пишет Хазра об Озборне, «вульгарный и грубый по натуре», Норман «ради мести превратился в серийного убийцу», «падшего ангела», который подрывает общественные устои. Находясь на грани потери крупного контракта, Озборн переживает кризис идентичности: он проводит эксперимент на себе и превращается в Зелёного Гоблина, деструктивно настроенного по отношению к другим людям. Когда антагонист предлагает Человеку-пауку стать его союзником и тем самым превратиться из героя в злодея, Питер отвергает это предложение, хотя поначалу в мыслях главного героя и возникает внутренняя дилемма. Хазра пишет, что «Человек-паук становится олицетворением образа спасителя — того, кто оберегает общество от подобных разрушительных сил».
Религиовед Джером ван Куикен, один из авторов книги «Theology and Spider-Man», отметил религиозный подтекст в кинотрилогии Рэйми: например, в первой части Человек-паук противостоит дьяволу — одному из источников искушения по версии катехизиса теолога Фомы Аквинского. По мнению автора, дьяволом в этой истории выступает Зелёный гоблин: он носит напоминающую морду гаргульи маску и костюм змеино-зелёного цвета, строит ехидные и хитрые гримасы, которые делают его похожим на «хитрую змею и хищного льва», «по-сатанински звучит», использует хэллоуинское оружие — глайдер в форме летучей мыши и бомбы-фонари —, пытается убить своего заклятого врага стилизованным под вилы трезубцем и сражается с ним посреди пылающего пламени в одном из эпизодов. Подобно дьяволу, Гоблин искушает Человека-паука, предлагая ему объединиться, чтобы достичь желаемого, и указывая на общественное порицание его деятельности. Имя альтер эго Гоблина Норман Озборн указывает на раздвоение личности антагониста: «Норман» — сокращение от словосочетания «нормальный человек», а Озборн — это омофон (англ. Oz-born, «рождённый в [стране] Оз»), благодаря которому можно провести параллель со Злой ведьмой Запада из произведения «Удивительный волшебник из страны Оз» Фрэнка Баума, ещё одним демоническим персонажем. Главного героя картины автор сравнивает с самим Аквинским: как и теолог, в свои молодые годы Питер Паркер надевает тематический костюм и жертвует жизнью обычного человека ради высшего призвания, что отражается на его взаимоотношениях с близкими людьми.

## Будущее
С июля по сентябрь 2003 года на телевидении транслировался компьютерный мультсериал «Человек-паук», представляющий собой альтернативное продолжение первого фильма. Вторая часть трилогии вышла в кинопрокат 30 июня 2004 года. Рэйми вернулся в качестве режиссёра, а Магуайр вновь сыграл Питера Паркера / Человека-паука. При бюджете в $ 200 млн сиквел собрал $ 795,9 млн в мировом прокате и получил высокие оценки от критиков и зрителей. В марте 2004 года, за три месяца до премьеры «Человека-паука 2», Sony анонсировала разработку продолжения. Мировая премьера картины «Человек-паук 3: Враг в отражении» состоялась 16 апреля 2007 года в токийском кинотеатре «Toho Cinemas Roppongi Hills». Несмотря на наибольшие кассовые сборы в рамках трилогии Рэйми в размере $ 894 млн, фильм получил смешанные отзывы.
В 2007 году началась разработка «Человека-паука 4»: за его постановку вновь должен был отвечать Рэйми, а Магуайр, Данст и другие актёры собирались вернуться к своим ролям. Студия планировала выпустить четвёртый и пятый фильмы, и даже рассматривала возможность снимать обе картины одновременно. В марте 2009 года Рэйми заявил, что студия активно разрабатывает четвёртую часть, а в случае производства пятой и шестой частей у этих фильмов будет сквозной сюжет. В январе 2010 года руководство Sony Pictures отменило разработку «Человека-паука 4» из-за ухода Рэйми из проекта. По одной из версий, Рэйми сомневался, что ему удастся завершить фильм к запланированной на 6 мая 2011 года премьере. Режиссёр ознакомился с четырьмя версиями сценария фильма от разных сценаристов, но не был доволен ни одной из них. Sony перезапустила франшизу с фильмом «Новый Человек-паук», релиз которого состоялся 4 июля 2012 года; роль Питера Паркера исполнил Эндрю Гарфилд. В результате взлома серверов Sony Pictures в 2014 году в сеть просочилась информация о том, что до отмены будущих фильмов серии «Новый Человек-паук» Sony вела переговоры с Сэмом Рэйми на предмет постановки картины «Человек-паук против Нового Человека-паука», которая должна была стать кроссовером между Человеком-пауком Магуайра и Человеком-пауком Гарфилда; также студия намеревалась снять новую трилогию о возмужавшем Питере Паркере Магуайра после событий «Человека-паука 3».
Магуайр и Дефо вернулись к ролям Питера Паркера / Человека-паука и Нормана Озборна / Зелёного гоблина в картине «Человек-паук: Нет пути домой» (2021), события которой разворачивались в рамках медиафраншизы «Кинематографическая вселенная Marvel». После премьеры кроссовера пользователи Твиттера запустили хэштег #MakeRaimiSpiderMan4, призывая Sony снять четвёртый фильм серии с Магуайром, Данст и Рэйми в качестве режиссёра. В апреле 2022 года Рэйми заявил о готовности поставить ещё одну часть, отметив, что продолжение трилогии стало возможным благодаря концепции Мультивселенной в «Нет пути домой» и срежиссированной им картине «Доктор Стрэндж: В мультивселенной безумия» (2022). В следующем месяце он заявил, что не планирует снимать «Человека-паука 4», но сделает это, если ему представится возможность рассказать понравившуюся историю.